# Radostice
Radostice (deutsch Radostitz) ist eine Gemeinde in Tschechien. Sie liegt zwölf Kilometer südwestlich des Stadtzentrums von Brno und gehört zum Okres Brno-venkov.

## Geographie
Radostice befindet sich rechtsseitig über dem Tal der Bobrava in der Bobravská vrchovina. Das Dorf liegt am Rande des Naturparks Bobrava. Östlich erhebt sich der Líchy (346 m), im Westen der Teplý kopec (438 m) und nordwestlich der Tmavý žlíbek (421 m). Westlich des Dorfes führt die Bahnstrecke Hrušovany nad Jevišovkou–Brno durch den Wald. Die Bahnstation Radostice einen Kilometer außerhalb des Dorfes zwischen den Tunneln Velký Prštický und Malý Prštický.
Nachbarorte sind Radostický Mlýn, U Nádraží und Střelice im Norden, Ostopovice im Nordosten, Nebovidy, Modřice und Želešice im Osten, Ořechovičky, Ořechov und Tikovice im Südosten, Prštice im Süden, Hlína im Südwesten, Neslovice im Westen sowie Kratochvilka, Tetčice und Omice im Nordwesten.

## Geschichte
Die erste schriftliche Erwähnung des Dorfes erfolgte im Jahre 1330. Möglicherweise leitet sich der Name des Dorfes von der slawischen Gottheit Radhošť ab. Radostice war ein selbständiges Gut und Rittersitz. 1333 gründeten die Vladiken Mikuláš und Petr von Radostice die Kirche St. Simon und Juda. Zu Beginn des 17. Jahrhunderts bestand Radostice aus 18 Häusern. Die Feste und der Herrenhof erloschen während des Dreißigjährigen Krieges, auch das Dorf fiel größtenteils wüst. Im Hufenregister sind für Radostice nur noch drei bewirtschaftete Anwesen ausgewiesen. 1790 bestand Radostice aus 14 Häusern. 1834 war der Ort auf 31 Häuser angewachsen und hatte 143 Einwohner.
Nach der Aufhebung der Patrimonialherrschaften bildete Radostice ab 1850 eine Gemeinde in der Bezirkshauptmannschaft Brünn. In den 1860er Jahren erfolgte westlich des Dorfes der Tunnelbau für die Bahnstrecke Hrušovany nad Jevišovkou–Střelice, bei dem erstmals Dynamit verwendet wurde. 1870 ging die Strecke in Betrieb. 1921 wurde die Gemeinde dem Okres Brno-venkov zugeordnet. Zwischen 1948 und 1960 gehörte Radostice zum Okres Brno-okolí. Nach dessen Aufhebung kam Radostice zum Okres Brno-venkov zurück. Im Jahre 2000 hatte die Gemeinde 651 Einwohner und bestand aus 218 Wohngebäuden.

## Gemeindegliederung
Für die Gemeinde Radostice sind keine Ortsteile ausgewiesen. Zu Střelice gehört die Einschicht Radostický Mlýn.

## Sehenswürdigkeiten
- Kirche des hl. Simon und Juda, seit 1333 nachweisbar. Der ursprünglich gotische Bau erhielt seine heutige Gestalt bei Umbauten in den Jahren 1772 und 1850.
- Naturpark Bobrava, westlich und nördlich des Ortes
- Naturdenkmal Střelická bažinka, nördlich von Radostice im Tal der Bobrava an der Eisenbahnbrücke, seit 1980 geschützt
- steinerne Eisenbahnbrücke Železňák über die Bobrava, nördlich an der Bahnstrecke Hrušovany nad Jevišovkou–Brno.
- Eisenbahntunnel, beide Tunnel mit einer Länge von 85 bzw. 322 m wurden in den 1860er Jahren unter der Leitung der Oberingenieurs August Köstlin als erste in der k.u.k. Monarchie unter Verwendung von Dynamit anstelle des herkömmlichen Schießpulvers vorgetrieben. Sie wurden für einen zweigleisigen Betrieb konzipiert, ein zweites Gleis ist jedoch nie verlegt worden. Die Tunnelportale wurden aus Bruchstein gemauert. Bei Instandsetzungsarbeiten erfolgte in den 1970er Jahren die Verlegung des Gleises in die Tunnelmitte.